# Camille Monet auf einer Gartenbank
Camille Monet auf einer Gartenbank oder Die Bank (Originaltitel Camille Monet assise sur un banc de jardin) ist ein impressionistisches Gemälde von Claude Monet aus dem Jahr 1873. Es zeigt die erste Ehefrau des Künstlers, Camille Doncieux und zwei weitere Personen. Das Bild befand sich bis 1947 in Berlin und kam über die Schweiz in die USA. Nach mehreren Stationen im Kunsthandel wird es seit 2002 im Metropolitan Museum of Art, New York gezeigt.

## Beschreibung
Das Gemälde ist in der Technik der Ölmalerei ausgeführt und hat das Querformat 60,6 × 80,3 cm. Die Signatur Claude Monet, ohne Datierung, befindet sich unten rechts.
Auf dem Bild sind zwei Frauen und ein Mann zu sehen. Eindeutig zu identifizieren ist aber nur die Frau auf der Bank. Es ist Monets erste Ehefrau Camille Doncieux (1847–1879), die er in vielen seiner Bilder dargestellt hat. Der schwarz gekleidete Mann mit Zylinder hinter Camille ist ein Nachbar Monets, dessen Name nicht überliefert ist.
Dargestellt ist ein Garten in dem Pariser Vorort Argenteuil, der zu dem Haus gehörte, in dem seit Ende 1871 Monet, seine Frau und ihr damals vierjähriger Sohn Jean lebten. Der Garten mit Camille erscheint in vielen Bildern Monets, mit meist bukolischem Charakter. Doch dieses Bild ist im Gegensatz zu den anderen von einer eher düsteren Stimmung geprägt. Camille erhielt im September 1873 die Nachricht, dass ihr Vater gestorben war. In ihrer linken Hand hält sie, angedeutet als waagerechter weißer Pinselstrich, den Brief mit der Nachricht. Der Mann wird unterschiedlich interpretiert, als Verehrer, als der Bote des Todes, aber auch als der Tod selbst. In einem Brief vom 7. Juni 1921 an George Durand-Ruel, den Sohn und Nachfolger des Galeristen, schreibt Monet aber selbst, dass der Mann ein Nachbar sei. Über die Identität der Frau mit Sonnenschirm, die zwar die roten Blumen betrachtet, aber ebenso ihren Blick auf die Hauptfiguren gerichtet haben könnte, ist nichts bekannt.

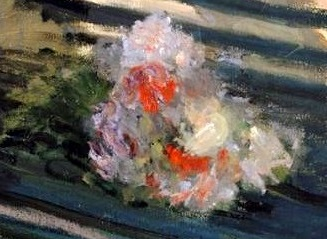
Detailaufnahme des Blumenstraußes

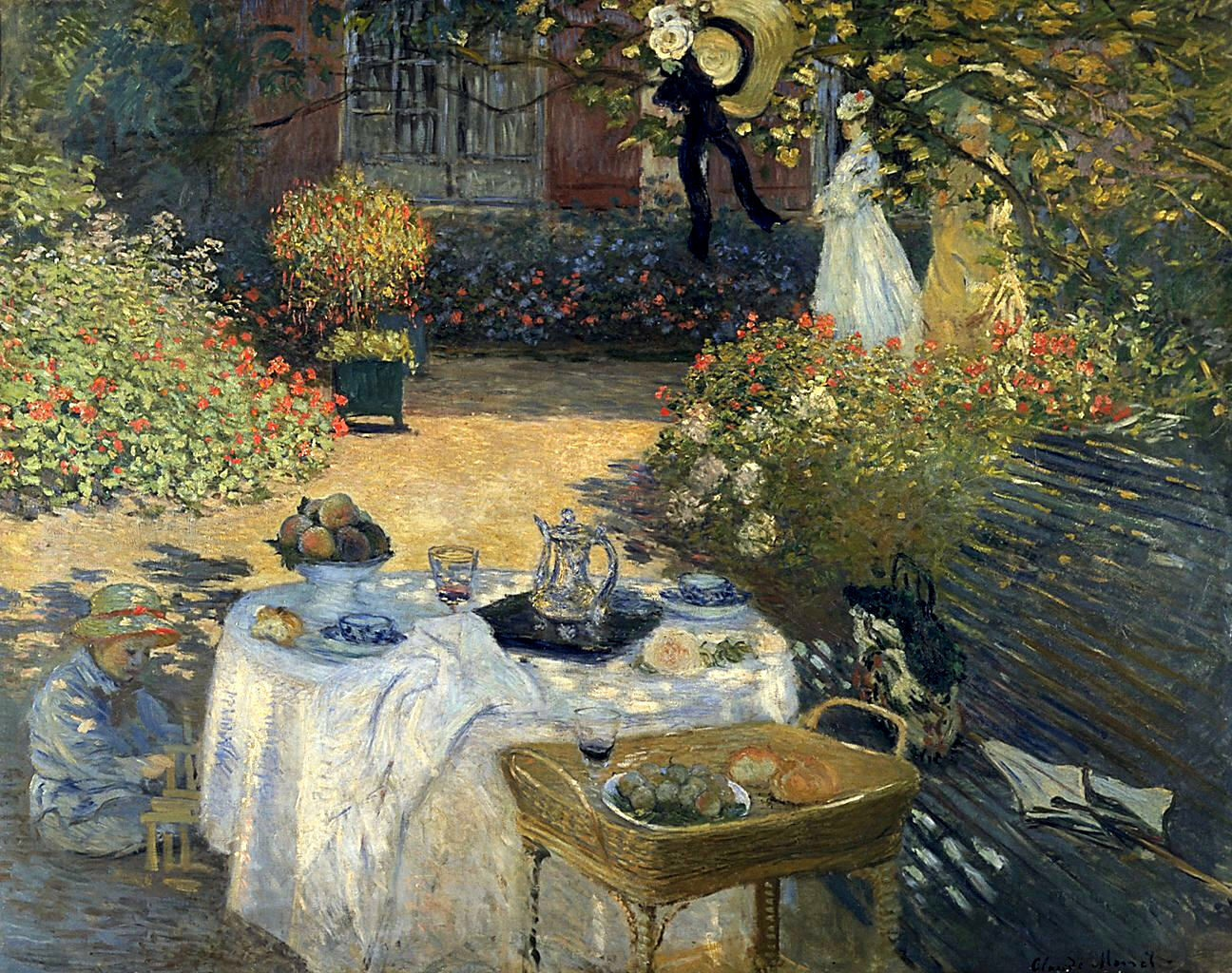
Claude Monet: Le déjeuner (1873/74), Musée d’Orsay, Paris

Monet hat für das Bild eine Lichtführung gewählt, die von hellem Sonnenschein im linken hinteren Bereich bis zu einem tiefen Schatten mit gedämpften Farben im rechten Vordergrund reicht. Als farbliches Pendant zum hinteren hellroten Pelargonienbeet und der bewachsenen Mauer liegt auf der dunklen Bank vorn rechts ein mit kurzen schnellen Pinselstrichen hingemalter Blumenstrauß, der nur ein leuchtendes Rot enthält. Camilles Kleid aus Damast und Samt ist ebenfalls in gedämpften Farben graugrün gehalten. Es entspricht der neusten Mode des Jahres 1873, wie sie in der Zeitschrift La Mode Illustré propagiert wurde. Die farblichen Abstufungen und Brüche waren eine malerische Spezialität Monets, der oft im Verlauf der Tages- und Jahreszeiten seine späteren Bilderserien schuf. Das Bild Camille Monet auf einer Gartenbank gehört zu den wenigen Bildern im Freien, in denen Menschen im Mittelpunkt stehen. Danach malte er diesen Garten zwar noch einmal in einem größeren Format aus fast dem gleichen Blickwinkel, aber Menschen bleiben hierbei im Hintergrund. Zu den späteren Bildern im Freien mit Personen im Zentrum gehören beispielsweise Frau auf einer Bank, Der Spaziergang, Frau mit Sonnenschirm, Camille Monet mit Kind im Garten, Auf der Wiese, Camille mit dem Grünen Sonnenschirm und Alice Hoschedé im Garten. In diesen Porträts unter freiem Himmel variierte er die Wirkung des Lichts auf der Haut, der Kleidung und den Blumen. Hingegen wählte er in seinen weiteren späteren Porträts die Möglichkeit, direkte und gebrochene Schattierungen des Lichts zu malen.

## Provenienz
Das Bild befand sich bis 1900 in der Berliner Kunsthandlung Bruno und Paul Cassirer. Für etwa 10.000 Mark ging es an den Unternehmer und Kunstmäzen Eduard Arnhold (1849–1925). Dessen umfangreiche Sammlung erbte zunächst seiner Witwe Johanna Arnhold, geborene Arnthal, die 1929 starb. Danach ging das Bild an deren Tochter Elisabeth. Etwa 1947 befand sich das Bild in Basel bei Peter Gutzwiller, dann kam es in die USA. Bis 1949 befand es sich in der New Yorker Galerie M Knoedler & Co und wurde unter dem Titel Dans un parc an Edwin C. Vogel verkauft. Bis 1955 gehörte es dem amerikanischen Sammler und Kunsthändler Sam Salz, der es an den Sammler Henry Ittleson Jr., der 1973 starb, verkaufte. 1974 verkauften es dessen Erben an die Acquavella Galleries, New York. Es ging im gleichen Jahr für kurze Zeit nach Europa in die Londoner Galerie Alex Reid & Lefevre, die es im gleichen Jahr an den Diplomaten und Kunstmäzen Walter Annenberg und seine Frau Leonore in Rancho Mirage (Kalifornien) verkaufte. Nach Annenbergs Tod 2002 kam es als Geschenk nach New York ins Metropolitan Museum of Art.

## Ausstellungen (Auswahl)
- Siebente Kunstausstellung der Berliner Secession. Berlin 1903, Nr. 142, Auf der Bank.[12]
- New York Collects. The Metropolitan Museum of Art, New York. 3. Juli bis 2. September 1968, Nr. 113, On a Bench in the Park.
- Masterpieces of Impressionism & Post-Impressionism: The Annenberg Collection. Philadelphia Museum of Art. 21. Mai bis 17. September 1989, Camille Monet on a Garden Bench [The Bench].
- Masterpieces of Impressionism & Post-Impressionism: The Annenberg Collection. National Gallery of Art, Washington, 6. Mai bis 5. August 1990, Camille Monet on a Garden Bench [The Bench].
- Masterpieces of Impressionism & Post-Impressionism: The Annenberg Collection. Los Angeles County Museum of Art, 16. August bis 11. November 1990, Camille Monet on a Garden Bench [The Bench].
- Masterpieces of Impressionism & Post-Impressionism: The Annenberg Collection. The Metropolitan Museum of Art, New York, 4. Juni bis 13. Oktober 1991, Camille Monet on a Garden Bench [The Bench].
- Impressionism, Fashion, and Modernity. The Metropolitan Museum of Art, New York, 26. Februar bis 7. Mai 2013, Nr. 83.